# الحرب الفرنسية الإسبانية (1635–59)
الحرب الفرنسية الإسبانية (بالإنجليزية: Franco-Spanish War)‏ وهي حرب دولية بين مملكة فرنسا ومملكة إسبانيا إندلعت الحرب في سنة 1635 وانتهت في سنة 1659 كان سبب الحرب نتيجة تدخل فرنسا في حرب الثلاثين عاما إلى جانب التحالفات الألمانية السويدية البروتستانتية اللوثرية ضد الإمبراطورية الرومانية المقدسة الكاثوليكية وإعتبرته إسبانيا خيانة لكون فرنسا دولة كاثوليكية، وفي سنة 1635 أعلن الوزير الأول الفرنسي كاردينال ريشيليو الحرب على إسبانيا وذلك لأن الأراضي الفرنسية كانت محاطة بأراضي هابسبورغ وتلت هذه الحرب حرب الخلافة المانتوفية (1628-1631)، بعد أن حاولت فرنسا السيطرة على شمال إيطاليا وذلك لتقلل من نفوذ عائلة هابسبورغ الإسبانية، ودخلت إلى الحرب الأطراف الإنكليزية حيث دعمت الكومنولث الإنكليزية فرنسا بينما دعم مؤيدي حكم عائلة ستيوارت إسبانيا، انتهت الحرب بانتصار جزئي لفرنسا وبتوقيع صلح البرانس.

## خلفية
من القرن السادس عشر إلى القرن السابع عشر، سيطر التنافسُ بين فرنسا وآل هابسبورغ، الذين حكموا إسبانيا والإمبراطورية الرومانية المقدسة، على السياسة الأوروبية. واجهت الحدود الفرنسية أراضي آل هابسبورغ في ثلاث مناطق؛ هولندا الإسبانية في الشمال، وفرانش كونته من الشرق، وإسبانيا في الجنوب. في عهد الكاردينال ريشيليو، رئيس الوزراء من عام 1624 إلى عام 1642، تجنّبت فرنسا المشاركة المباشرة في حرب الثلاثين عامًا ما عدى بين عامي 1618 و1648؛ ولإضعاف آل هابسبورغ، دعموا الهولنديين في حرب استقلالهم ضد إسبانيا وموّلوا التدخل السويدي في الإمبراطورية.
مع ذلك، أجبر النصر الإمبراطوري في نوردلينجين في عام 1634 السويدَ وحلفاءها على توقيع اتفاقية سلام، وقرر ريشيليو الآن التدخل المباشر. في فبراير عام 1635، وافقت فرنسا والجمهورية الهولندية على تقسيم هولندا الإسبانية؛ في مايو، أعلنت فرنسا الحرب ضد إسبانيا رسميًا، فكانت بداية الحرب الفرنسية الإسبانية.

## الحرب اللاحقة (1648-1659)
اندلعت في عام 1648 ثورة كبرى، تُعرف باسم فروند، ضد السلطة الملكية في فرنسا. استمرت الحرب الأهلية حتى عام 1653، عندما سادت القوات الملكية. نتيجةً لثورة فروند، اعتبر البلد بأكمله، المنهك من الفوضى والمُشمئِز من النبلاء، حزبَ الملك أنه حزب النظام والحكومة المستقرة، وبالتالي مهدت فروند الطريق للحكم الدكتاتوري المطلق للويس الرابع عشر. استمرت الحرب العامة التي بدأها النبلاء الفرنسيون في فلاندرز وكاتالونيا وإيطاليا، أينما تواجهت القوات الحامية الإسبانية والفرنسية، ودخل كوندي مع حطام جيشه علانيةً وبلا تردد خدمة ملك إسبانيا. كانت هذه «الثورة الإسبانية» عملًا عسكريًا بشكل كامل تقريبًا، باستثناء بعض الحوادث البارزة. إلى جانب هذه الانتفاضة، كانت إسبانيا تقاتل في إيطاليا ومستمرةً في مكافحة التمرد في البرتغال والثورة الكاتالونية المدعومة من قبل فرنسا. ركز الإسبان جهودهم الرئيسية على استعادة إمارة كاتالونيا وأراضٍ إيطالية مختلفة لأسباب إستراتيجية، ما ساعد البرتغاليين على تعزيز تمردهم.
في إيطاليا، استمرت الحرب على طول الحدود بين بيدمونت ودوقية ميلانو الإسبانية. تمكّنت فرنسا مرتين، في 1647-1649 و1655-1659، من فتح جبهة ثانية ضد ميلان من خلال كسب تحالف فرانشيسكو الأول، دوق مودينا، ولكن هذا لم يحقق النتيجة المرجوة بكسر الدفاع الإسباني. في الجنوب، انهارت ثورة نابولي، وطرد الجيشُ والقوات البحرية الإسبانية القواتِ الفرنسية التي دعمتها في عام 1648. ومع ذلك، استولى أسطول فرنسي برتغالي على بيومبينو وبورتو لونغون، ما شجع دوق مودينا على أن يكون حليفًا مع الكراون الفرنسي، وأعطى الفرنسيين قاعدة جديدة للعمليات العسكرية ضد الإسبان في شبه الجزيرة الإيطالية. عمليًا، كانت كل حملة فرنسية في إيطاليا خلال الحرب تهدف إلى قطع الطريق الإسباني، لكنها فشلت جميعها.
لم يتمكن الفرنسيون، الذين أضعفتهم ثورة فروند، من السيطرة على كاتالونيا بعد أن سيطرت عليها القوات الإسبانية؛ تقوّضت القضية الفرنسية عندما اكتشف الكاتالونيون أن الفرنسيين كانوا متعجرفين أكثر من أسياد آل هابسبورغ الإسبانيين السابقين، وحوّل الكثيرون ولاءهم إلى النظام المعاقِب في مدريد. أبحرت القوات الإسبانية في ظل التقسيمات الفرنسية، تحت قيادة الأرشيدوق ليوبولد فيلهلم، من هولندا على دفعتين: في الأولى، التقوا دفاعًا قويًا بمساعدة الفلاحين المحليين؛ وفي الثانية، استولوا بنجاح على العديد من الحصون الفرنسية الشمالية في الفترة من فبراير إلى مارس عام 1652. بعد أن فقدوا الدعم من الكاتالونيين، وأُضعفِوا بسبب الخلافات الداخلية، وبتهديد الإسبان من الشمال مرةً أخرى، اضطر الفرنسيون إلى سحب معظم قواتهم من جنوب جبال بيرينيه. استسلمت بقايا المقاومة الكاتالونية والقوات الفرنسية المستنزفة في برشلونة لقوات آل هابسبورغ الإسبانية في أكتوبر عام 1652. بقي الإسبان مشتتين بحرب الاستعادة البرتغالية، وعلى الرغم من أنهم شنّوا الحرب شمالًا، عبر جبال البيرينيه في مقاطعة روسيلان الكاتالونية القديمة، كان القتال عشوائيًا واستقرّت الجبهة، إذ كانت جبال البيرينيه تشّكل الحدود الفاعلة.
بحلول عام 1653، وصل الإنهاك العام إلى مرحلة «لم يتمكن الغزاة ولا المدافعون من جمع الإمدادات لتُمكِّنهم من الوصول إلى الميدان حتى يوليو. في لحظة معينة، بالقرب من بيرونه، وضع كوندي تورينو في موقفٍ خطير ليس لصالحه، لكنّه لم يستطيع تحفيز الجنرال الإسباني، الكونت فوينسالدانا، الذي كان مهتمًّا بالحفاظ على جنود سيّده أكثر من تعيين كوندي عمدة القصر ليصبح ملك فرنسا، وانفصلت الجيوش مرة أخرى دون قتال. في عام 1654، كان الحدث الرئيسي هو حصار وإغاثة آراس. في ليلة 24-25 أغسطس، اقتُحمت خطوط التحايل حول المكان، التي رسمها الأمير، ببراعة من قبل جيش تورينو، وحظي كوندي بتقدير مساوٍ لانسحابه بشكل آمن مع الفيالق المحاصرة عبر سلسلة من التوجيهات الفروسية الجريئة التي قام بها بنفسه، كالعادة، والسيف في يده.
في عام 1655، تعرّض الفرنسيون لضربة كبيرة أخرى في إيطاليا بهزيمتهم في بافيا، لكن محاولة القوات الإسبانية المتمركزة في ميلانو لغزو مودينا فشلت في كسر دفاع ماهر بقيادة دوق مودينا. في عهد تورينو، استولى الفرنسيون على حصون لاندريس وسانت غيسالين. في عام 1656، ثأر أمير كوندي لنفسه بعد هزيمته في آراس من خلال اقتحامه تحايل تورينو حول فالنسيان (16 يوليو)، لكن تورينو قد سحب قواته بشكل منظّم.
نظرًا إلى أن إنجلترا كانت في حالة حرب مع إسبانيا، أُنشئ تحالف أنجلو فرنسي ضد إسبانيا عندما وُقّعت معاهدة باريس في مارس عام 1657. كانت حملة عام 1657 خالية من الأحداث، وتُذكر فقط بسبب إضعاف حرب الثلاثة آلاف الأهلية للجنود الإنجليز، والذين أرسلهم كرومويل تنفيذًا لمعاهدة تحالفه مع مازارين. إن وجود الكتيبة الإنجليزية وهدفها المحدد جيدًا بجعل دونكيرك كاليه الجديدة، لكي تبقى تابعة لإنجلترا، أعطى الحملة التالية طابعًا من اليقين والقرار المطلوب كليًا في المراحل الأخيرة من الحرب.
حُوصرت دونكيرك بسرعة وبجيش كبير، وعندما ظهر دون خوان من النمسا وكوندي مع الجيش المُخلّص من فيورن، تقدم تورينو بجرأةٍ للقائهم. كانت معركة الكثبان، التي وقعت في 14 يونيو عام 1658، أول تجربة حقيقية للمقاومة منذ معركة فوبورج سانت أنطوان. أسفرت المعركة عن انتصارٍ أنجلو فرنسي على قوات إسبانيا وكوندي والملكيين الإنجليز. سقطت دونكيرك أمام القوات الفرنسية للمرة الثانية في الحرب وسُلّمت إلى إنجلترا كما كان موعودًا. بقيت تحت الحكم الإنجليزي حتى عام 1662 عندما باعها تشارلز الثاني إلى لويس الرابع عشر.
أعقبت ذلك حملة عشوائية أخيرة، والتي انتهت عندما صد الإسبان مرة أخرى التقدم الفرنسي في إيطاليا وكاتالونيا. حدثت المعركة الأخيرة في عام 1659 في كامبرودون، كاتالونيا، منتهيةً بانتصار إسباني.